# 白井昭
白井 昭（しらい あきら、1927年9月24日 - 2025年2月26日）は、日本の評論家。鉄道技術者。鉄道ファン。元名古屋鉄道社員。元大井川鐵道副社長・顧問。日本ナショナルトラスト会員。
名古屋鉄道在籍時に、鉄道技術者としてパノラマカー（7000系）、モノレール車両（東京モノレール100形、名鉄MRM100形）の企画・製作・設計に携わった。大井川鐵道在籍時に井川線のアプト式新線開業、蒸気機関車の動態保存を手がけている。
同じく鉄道ファンであり鉄道関連の著書を多く手がけている白井良和は実弟である。

## 主な経歴
愛知県岡崎市出身。旧制豊橋中学校（現・愛知県立時習館高等学校）、名古屋工業専門学校（現・名古屋工業大学）卒業。1948年（昭和23年）に名古屋鉄道に入社。企画課長、運転課長等を歴任する。
1969年（昭和44年）に大井川鉄道に移ると、西濃鉄道の蒸気機関車2109号を引き取り動態保存を行う。これをきっかけに蒸気機関車の修復・動態保存を積極的に行い、1976年にはC11形227号を大井川本線で運行を開始する。
1987年（昭和62年）に大井川鉄道副社長および技師長となり、1994年（平成6年）に大鉄技術サービス株式会社代表取締役社長。2000年（平成12年）に大井川鐵道顧問を歴任。2003年（平成15年）に大井川鐵道を退職する。
晩年は日本ナショナルトラストの活動の他、鉄道友の会参与、産業考古学会幹事として活動していた。また、名古屋鉄道、大井川鐵道在籍時より鉄道に関する著作・寄稿があった。
2025年（令和7年）2月26日死去。97歳没。

## 著作
- 「カラーブックス#521 日本の私鉄4 『名鉄』」（白井良和・井上広和と共著） 保育社 1981年
- 「RM LIBRARY 96 大井川鐵道井川線」 ネコ・パブリッシング